# Осёл (Шрек)
Осёл (англ. Donkey) — персонаж медиафраншизы «Шрек». Он является адаптацией персонажа, появившегося в рассказе «Шрек!». Во франшизе Осёл — лучший друг и помощник Шрека, муж Драконихи. В оригинале его озвучивает Эдди Мерфи.

## Появления

### «Шрек»
Старуха пытается продать Осла как волшебное существо, но он сбегает от неё, и за ним гонится стража. Осёл встречает Шрека, который отпугивает солдат. Первый хочет подружиться с огром, но последний не горит желанием. Осёл просит остаться со Шреком, так как у него больше никого нет. В конце концов он позволяет ему быть у двора дома только на одну ночь. К ночи Шрек обнаруживает неприятный для него сюрприз — все сказочные существа переселились на его болото по приказу лорда Фаркуада, правителя графства Дюлок.
Осёл отправляется с великаном к лорду Фаркуаду, чтобы тот очистил болота Шрека. Однако, когда они прибывают, Фаркуад заставляет своих людей попытаться убить Шрека на арене, чтобы найти идеального чемпиона, который доставит ему принцессу Фиону для его женитьбы. Осёл и Шрек легко побеждают людей Фаркуада, и лорд решает отправить Шрека. Огр соглашается привести принцессу к Фаркуаду, взамен требуя отозвать сосланных с болота. Осёл следует за Шреком к замку.
Уже в самом замке Осёл непреднамеренно привлекает к себе нежелательное внимание огнедышащего дракона, охраняющего принцессу. Осёл пытается избежать своей смерти, делая романтические комплименты дракону, который оказывается самкой. Драконихе очень приятны его комплименты, и она берёт его в своё логово. Однако Шрек спасает Осла оттуда, и двое чудом сбегают с принцессой, оставляя дракона позади.
Однажды ночью в лагере Осёл выясняет у Шрека причину ненависти к окружающим — Шрек замкнут в себе оттого, что все считают его страшным монстром, не узнав поближе. Осёл признаёт, что в характере Шрека оказалось нечто большее, когда они встретились. Осёл замечает искру любви между Фионой и Шреком, но они это отрицают.
На следующую ночь Осёл входит в ветряную мельницу, чтобы поговорить с принцессой, но обнаруживает, что после захода солнца она сама становится огром. Оказывается, она сама сильно сторонится остальных — кто, по её словам, захочет быть с таким монстром, как она?
Шрек подслушивает их разговор и неверно понимает его, думая, что Фиона называет монстром его. На следующий день Шрек ругается с ней, и лорд Фаркуад забирает её к себе.
Осёл пытается объяснить всю ситуацию Шреку, но тот не желает ничего слушать. Осёл требует половину болота за свою помощь, и двое вступают в ожесточённую ссору, после чего Осёл наконец объясняет, что Фиона не говорила об уродливости Шрека, и они примиряются. Затем Осёл призывает Дракониху, с которой воссоединился ранее, и летит с Шреком на свадьбу Фионы. Дракониха съедает Фаркуада, а Шрек спасает Фиону. Вскоре Осёл поёт песню на свадьбе Шрека и Фионы, а также женится на Драконихе.

### «Шрек 2»

Осёл в виде белого жеребца после принятия зелья

Пока Шрек и Фиона были в медовом месяце, Осёл жил у них. Когда они вернулись, Шрек говорит Ослику уйти из их дома, но он колеблется. Фиона предлагает ему вернуться к Драконихе, но Осёл говорит, что у него проблемы в отношениях, поскольку та вела себя очень странно. Прибывает колесница с королевскими слугами. Посланник сообщает молодожёнам, что родители Фионы пригласили их на королевский бал, чтобы отпраздновать их брак, а отец должен дать своё королевское благословение им. Шрек не хочет ехать, поскольку знает, что её родители никогда не примут их в виде огров, хотя в конце концов он соглашается и отправляется в сопровождении Осла в Тридевятое королевство. Осёл надоедает великану, спрашивая каждую секунду: «Мы уже приехали?».
Когда герои встречают Кота в сапогах и побеждают его, он становится другом Шрека. Осёл ревнует его к великану, но к концу картины им удаётся подружиться. Когда Шрек выпил волшебное зелье, то стал прекрасным человеком, а Осёл превратился в красивого белого жеребца, поскольку также хлебнул зелья.
Шрек и Кот едут на Осле обратно в замок. Когда Шрек входит внутрь, Фиона (которая также приняла человеческий облик) выбегает, чтобы найти мужа. Осёл объясняет, почему они изменились, и что Шрек пошёл внутрь искать её. Тем не менее, Шрек возвращается на улицу убитый горем после того, как Фиону обманули Принц Чаминг и Фея-крёстная: первый притворяется Шреком, а его мать убедила великана, что принцессе будет лучше не с монстром, а с принцем. Шрек, Осёл и Кот сетуют в баре «Ядовитое яблочко» и обнаруживают, как король Гарольд, отец Фионы, встречается с Феей-крёстной. Однако Осёл случайно выдаёт их слежку, и героев ловят. Другие сказочные существа видят это через волшебное зеркало и прибывают спасти их. Пряня обращается к повару Кексу, и тот создаёт гигантскую печеньку Монго, которого Осёл манит к замку. Им удаётся проникнуть внутрь, но охрана замка побеждает Монго.
После победы Шрек и Фиона возвращаются в свои нормальные формы навсегда, хотя Осёл хотел остаться жеребцом навсегда. Позже он поёт песню вместе с Котом во время концерта, а после титров прилетает Дракониха, и Осёл с радостью встречает своих новорождённых детей, гибридов осла и дракона. Дракониха вела себя странно, ожидая приплода.

### «Шрек Третий»
Осёл наслаждается отцовством и по-прежнему близкий друг Шрека. Когда Тридевятому королевству нужен новый король, Осёл вместе со Шреком и Котом отправляется на поиски двоюродного брата Фионы, Артура Пендрагона, известного как просто Арти, в школе-интернате Вустершир, где он проживает. Возвращаясь обратно, Осёл и Кот меняются телами из-за испорченного заклинания Мерлина.
Обоим трудно привыкнуть к изменениям, но им приходится спасать королевство от Принца Чаминга. После победы над ним, Мерлин приходит и возвращает героев в свои тела, но перепутывает их хвосты (однако в следующей сцене они уже исправлены). Позже Осёл играет с новорождёнными тройняшками Шрека.

### «Шрек навсегда»
Осёл часто приводит своих детей на болото Шрека. Последний устаёт от повседневной жизни и однажды портит первый день рождения своих детей, а потом подписывает контракт с Румпельштильцхеном.
В альтернативной вселенной Румпельштильцхена Осёл впервые встречает Шрека, когда везёт его на повозке в клетке. Ведьмы заставляют Осла петь и хлещут его, чтобы он сменил песню. После того, как Шрека доставили к Румпельштильцхену, он убегает и берёт с собой Осла, к большому огорчению последнего. Сначала Осёл боится Шрека и убегает, но возвращается, увидев, как Шрек плачет, смотря на игрушку своей дочки. Осёл решает довериться Шреку и подружиться с ним.
Осёл помогает Шреку найти лазейку в контракте Румпельштильцхена. После Дуэт встречает Фиону, Кота и повстанцев-огров в лесу. Осёл подружился с Котом в сапогах и с ограми. Позже ишак спасает Шрека и Фиону от Крысолова, а затем возглавляет штурм замка Румпельштильцхена. Он также пытается соблазнить Дракониху, узнав от Шрека, что она его жена в настоящей реальности, но ему это не удаётся. Тем не менее никто не пострадал. После поражения Румпельштильцхена, Осёл с грустью наблюдает, как Шрек распыляется, когда его время истекло. Однако его поцелуй с Фионой работает, и он возвращается в правильную вселенную.
В финале Осёл снова присутствует на дне рождения детей Шрека.

### Другое
Осёл также фигурирует в видеоиграх франшизы и в короткометражных мультфильмах о Шреке. Он является адаптацией персонажа, появившегося в рассказе «Шрек!». А также он появлялся в мультсериале «Отец прайда».
В июне 2024 года Эдди Мерфи подтвердил, что вернётся к своей роли в мультфильме «Шрек 5», а также сообщил о производстве спин-оффа про Осла.

## Отзывы и критика
В то время как Шрек может быть главным героем, лучший персонаж франшизы — это Осёл. Технически он может быть просто комичным напарником, но из-за того, что это такая замечательная роль, он действительно затмевает бо́льшую часть уже звёздного актёрского состава мультфильмов. Эдди Мерфи также невероятно играет этого персонажа; его превосходное исполнение делает героя ещё смешнее.
Осёл занял 1 место среди «величайших персонажей» франшизы по версии сайта Screen Rant. Линн Гиббс с того же информационного портала написал статью, в которой рассмотрел 10 случаев, когда фанатам «было жаль Осла». Некоторыми из них были такие моменты: когда старуха пыталась продать Осла; когда он боялся пройти мост в первой части; когда его хлестали ведьмы в четвёртом мультфильме; и когда его чуть не съела Дракониха в первой картине. Коллега Гиббса, Катерина Дейли, выделила 15 самых весёлых цитат персонажа и на 1 место поставила его возмущение, когда он поменялся телами с Котом и жаловался на его сапоги. Осёл также занял 21 место в списке лучших персонажей мультфильмов по версии журнала Empire.

## Актёры
В оригинале Осла озвучил Эдди Мерфи, в польской версии в первых двух частях его озвучил Ежи Штур. В русской версии Осла озвучил Вадим Андреев, в украинской — Николай Боклан.